# Algebra (gruppo musicale)
Gli Algebra sono un gruppo musicale italiano di Benevento.

## Storia del gruppo
Nati nel 1980 dall'incontro fra Rino Pastore (tastiere e voce) e Salvatore Silvestri (batteria e voce), si stabilizzano con l'ingresso del bassista Carmine Ielardi e il chitarrista Toni Scognamiglio.
Ridotto a trio per la defezione di Scognamiglio, il gruppo viene completato dal chitarrista-cantante Mario Giammetti nel 1983 e, nello stesso anno, registra tre canzoni in sala di incisione, due delle quali, A Prayer e You Can't, formano il primo 45 giri. Nel frattempo, anche Ielardi ha lasciato la formazione e il basso, d'ora in poi, viene suonato da Giammetti.
Dopo un paio di anni nei quali tiene occasionali concerti, il gruppo si scioglie. Giammetti, Pastore e Silvestri si ritroveranno fra il 1985 e il 1988 nei Taxirum, band pop-rock dal taglio moderno, insieme al chitarrista Cris Pascale (in seguito artista solista con lo pseudonimo Ghibli).
Gli Algebra si ricompongono solo nel 1994 su interessamento della Mellow Records, che commissiona un album intitolato Storia di un iceberg.
A partire dal 1995 gli Algebra partecipano a numerosi album tributo, nel corso dei quali la formazione si amplia con l'ingresso di Maria Giammetti al sax e Roberto Polcino alle tastiere e fisarmonica. Francesco Ciani sostituisce Silvestri a partire dal 1998.
Il secondo album degli Algebra, JL, esce nel 2009; si tratta di un concept album ispirato a Il gabbiano Jonathan Livingston di Richard Bach vicino alla tradizione progressive, ma con influenze folk, jazz e del cantautorato italiano, nel quale spiccano gli interventi di ospiti di prestigio: l'ex chitarrista dei Genesis Steve Hackett, suo fratello John Hackett al flauto e inoltre quattro cantanti italiani: Aldo Tagliapietra (Le Orme), Lino Vairetti (Osanna), Goran Kuzminac e Graziano Romani.
Nel 2019 viene pubblicato il terzo album degli Algebra, un doppio intitolato Deconstructing Classics,  che raccoglie le cover precedentemente sparse su tributi di artisti vari nel cd 1 e 14 brani completamente inediti nel cd 2, uno dei quali, Il crepuscolo, appositamente donato e registrato da Anthony Phillips. Lo stesso Phillips e il suo successore nei Genesis, Steve Hackett, suonano anche nell'unico inedito del cd 1, il pezzo d'apertura La cura (cover del brano di Franco Battiato), del quale è stato anche realizzato un videoclip.

### Formazione attuale
- Rino Pastore - tastiere, voce (1980-presente)
- Mario Giammetti - voce, chitarra, basso (1983-presente)
- Maria Giammetti - sax, flauto (1995-presente)
- Roberto Polcino - tastiere, fisarmonica (1996-presente)
- Francesco Ciani - batteria, percussioni (1998-presente)

### Ex componenti
- Salvatore Silvestri - batteria, voce (1980-1997)
- Carmine Ielardi - basso (1980-1983)
- Toni Scognamiglio - chitarra (1980-1982)
- Pietro Pastore - basso (solo live, 1983-1984)
- Renato Trapani - pianoforte, chitarra ritmica, cori (solo live, 1984)
- Pierluigi Bartolo Gallo - basso (solo live, 1995)
- Italo Polcino - sax, flauto (solo live, 1995)

## Discografia

### 45 giri
- 1983 - A Prayer / You Can't (Radio Sannio Productions)

### Album
- 1994 - Storia di un iceberg (Mellow Records)
- 2009 - JL (AMS / BTF)
- 2019 - Deconstructing Classics (Andromeda Relix)

### Partecipazioni
- The River of Constant Change - A Tribute to Genesis (Mellow Records, maggio 1995; con il brano Dusk)
- Harbour of Joy - Camel Tribute (Mellow Records, novembre 1996; con il brano Song Within A Song)
- Giant for a Life - Gentle Giant Tribute (Mellow Records, marzo 1997; con il brano Funny Ways)
- Zarathustra's Revenge - A Tribute to Italian Progressive Rock Of The Seventies (Mellow Records, dicembre 1997; con il brano Felona e Sorona)
- Fanfare for the Pirates - A Tribute to ELP (Mellow Records, novembre 1998; con il brano Take A Pebble)
- To Canterbury and Beyond – A Tribute to Canterbury Music (Mellow Records, settembre 1999; con il brano De-constructing Wyatt)
- Songs for Jethro (Il Popolo del Blues, giugno 2000; con il brano Up To Me)
- Higher and Higher - A Tribute to The Moody Blues (Mellow Records, marzo 2006; con il brano Dear Diary)
- Màs Che Never - Tributo ufficiale a Luis Miguel (Ululati dall'Underground, novembre 2006; con il brano Que Hacer)
- Recital for a Season's End - A Tribute to Marillion (Mellow Records, febbraio 2010; con il brano This Train Is My Life)
- Steppes Beyond The Colossus - Steve Hackett Tribute (Mellow Records, giugno 2014; con il brano Sleepers)